# Schieringers
De Schieringers was de aanduiding van een partij in partijtwisten die in de 14de en 15de eeuw Groningen en Friesland teisterden. De naam verwijst waarschijnlijk naar de ‘Schiere monniken’, de bijnaam van de cisterciënzers, Schier wijst dan naar de grijze kleur van hun pijen onder hun zwarte scapulieren.
Naar het schijnt waren de Schieringers vooral sterk in Westergo en voorstanders van de vrijheid. Zij zochten steun bij Jan van Beieren als vijand van gravin Jacoba en bij Albrecht van Saksen omdat hij alleen tegen Groningen kon helpen. Zij bleven de Saksische hertogen trouw en aanvaardden ook het gezag van keizer Karel V.
Het woord schieraal (Fries: skieriel) staat voor geslachtsrijpe aal. Dit was een bijnaam voor de Schieringers.